# Simone Ashley
Simone Ashwini Pillai (Camberley, Surrey, Inglaterra, 30 de março de 1995), conhecida profissionalmente pelo nome artístico; Simone Ashley, é uma modelo e atriz inglesa. Tornou-se conhecida por interpretar a  personagem protagonista Kate Sharma na segunda temporada de Bridgerton, da Netflix.

## Infância e Educação
Filha de pais indianos do Tamil Nadu, Latha e Gunasekharan, Ashley é de Camberley, Surrey e tem um irmão mais velho, Sean. A família mais tarde mudou-se para Beaconsfield, South Bucks, enquanto Ashley frequentou a Redroofs Theatre School em Maidenhead, Berkshire. Ela se formou na Arts Educational School em Londres.

## Carreira
Simone iniciou sua carreira em 2016, com uma participação na série Wolfblood. Ashley interpretou a protagonista da segunda temporada de Bridgerton ao lado de Jonathan Bailey. Ao anunciar a escalação da atriz, a Netflix descreveu a personagem como "uma jovem inteligente e teimosa, que não tolera tolos, inclusive Anthony Bridgerton".

## Filmografia

### Cinema
| Ano  | Título           | Função          | Notas          |
| ---- | ---------------- | --------------- | -------------- |
| 2018 | Boogie Man       | Aarti           |                |
| 2018 | Kill Ben Lyk     | Menina Ben Lyk  | [ 6 ]          |
| 2018 | Sparrow          | Taylor          | Curta-metragem |
| 2019 | Detetive Pikachu | Mulher Sem Nome |                |
| 2023 | A Pequena Sereia | Indira          |                |
| 2023 | 10 Lives         | Rose            | Voz original   |

### Televisão
| Ano           | Título                    | Função        | Notas                                  |
| ------------- | ------------------------- | ------------- | -------------------------------------- |
| 2016          | Wolfblood                 | Zuhra         | 2 episódios                            |
| 2016          | Guilt                     | Amanda        | Episódio: "Um Plano Simples"           |
| 2017          | Broadchurch               | Dana          | 2 episódios                            |
| 2017          | Strike                    | Alicia        | Episódio: "O Chamado do Cuco: Parte 3" |
| 2017          | L'ispettore Coliandro     | Veena         | Episódio: "Clube Mortal"               |
| 2018          | Doctors                   | Sofia Johal   | Episódio: "Qualquer momento"           |
| 2019          | Casualty                  | Shai Anderson | 1 episódio                             |
| 2019          | A Working Mom's Nightmare | Aisha         | Filme para televisão                   |
| 2019-2021     | Sex Education             | Olivia Hanan  | 11 episódios                           |
| 2020          | The Sister                | Elise Fox     | Minisséries; 3 episódios               |
| 2022-presente | Bridgerton                | Kate Sharma   | Principal (2ª Temporada)               |